# Mary Meyers
Mary Margret Meyers , född 10 februari 1946 i Saint Paul i Minnesota, död 21 mars 2024, var en amerikansk skridskoåkare.
Meyers blev olympisk silvermedaljör på 500 meter vid vinterspelen 1968 i Grenoble.